# Biurowiec na Placu Hallera w Łodzi
Biurowiec na Placu Hallera w Łodzi – budynek mieszczący się w Łodzi przy ul. Żeligowskiego 32/34 (plac Hallera) w Łodzi. Ma 44 metry wysokości i liczy 12 kondygnacji. Jest to najwyższy budynek na Starym Polesiu. W budynku znajdują się m.in.: oddział regionalny Kasy Rolniczego Ubezpieczenia Społecznego, oddział wojewódzki Narodowego Funduszu Zdrowia.
W czasach PRL budynek potocznie nazywano "Domem Chłopa" za sprawą sklepu rolniczego znajdującego się na parterze budynku.